# Festival Erótico de Madrid
El Festival Erótico de Madrid o Exposex fue un festival internacional dedicado al cine pornográfico que desde el año 2005 se celebró anualmente en Madrid, España. En 2006 fue amadrinado por la actriz pornográfica Celia Blanco y la edición 2007 fue la última en que se mantuvo en activo, ya que el evento fue sustituido por los Premios Ninfa y trasladados a Barcelona.